# Носачівська сільська рада
Носачівська сільська́ ра́да — колишня адміністративно-територіальна одиниця та орган місцевого самоврядування у Смілянському районі Черкаської області. Адміністративний центр — село Носачів.

## Загальні відомості
- Населення ради: 1 828 осіб (станом на 2001 рік)

## Населені пункти
Сільській раді підпорядковані населені пункти:
- с. Носачів
- с. Чубівка

## Склад ради
Рада складається з 15 депутатів та голови.
- Голова ради: Кравченко Віктор Андрійович
- Секретар ради: Губіш Тетяна Миколаївна

### Керівний склад попередніх скликань
| Прізвище, ім'я, по батькові | Основні відомості                                                                     | Дата обрання | Дата звільнення |
| --------------------------- | ------------------------------------------------------------------------------------- | ------------ | --------------- |
| Дубова Леся Василівна       | Сільський голова, 1973 року народження, член Всеукраїнського об'єднання «Батьківщина» | 26.03.2006   | 31.10.2010      |
| Кравченко Віктор Андрійович | Сільський голова, 1967 року народження, освіта вища, безпартійний                     | 19.06.2011   |                 |

Примітка: таблиця складена за даними сайту Верховної Ради України

### Депутати
За результатами місцевих виборів 2010 року депутатами ради стали:

#### За суб'єктами висування
| Суб'єкт висування | Кількість обраних депутатів | %   |
| ----------------- | --------------------------- | --- |
| Самовисування     | 15                          | 100 |

#### За округами
| № округу | Прізвище, ім'я, по батькові    | Дата визнання обраним | Освіта  | Партійна приналежність | Відомості про обраного депутата                           |
| -------- | ------------------------------ | --------------------- | ------- | ---------------------- | --------------------------------------------------------- |
| 1        | Лехмус Лариса Олександрівна    | 04.11.2010            | вища    | позапартійна           | с. Носачів ДНЗ «Ромашка», завідувач                       |
| 2        | Косенко Валерій Васильович     | 04.11.2010            | середня | позапартійний          | ФГ «Урожай», голова                                       |
| 3        | Косенко Юрій Васильович        | 04.11.2010            | вища    | позапартійний          | ТОВ «Лаванда» м. Сміла, директор                          |
| 4        | Губіш Тетяна Миколаївна        | 04.11.2010            | вища    | позапартійна           | Носачівська сільська рада, секретар                       |
| 5        | Шандура Микола Петрович        | 04.11.2010            | середня | позапартійний          | пенсіонер                                                 |
| 6        | Шандура Оксана Олексіївна      | 04.11.2010            | середня | позапартійна           | Носачівська сільська рада, касир                          |
| 7        | Кукуяка Тетяна Миколаївна      | 04.11.2010            | середня | позапартійна           | пенсіонер                                                 |
| 8        | Слободяник Таїса Григорівна    | 04.11.2010            | середня | позапартійна           | ТОВ Шпола Агро-Індустрі, с. Носачів, завідувач            |
| 9        | Палій Олександр Пилипович      | 04.11.2010            | вища    | позапартійний          | приватний підприємець, ФГ «Пролісок»                      |
| 10       | Осаула Олександр Олександрович | 04.11.2010            | середня | позапартійний          | тимчасово не працює                                       |
| 11       | Осаула Варвара Миколаївна      | 04.11.2010            | вища    | позапартійна           | Носачівська загальноосвітня школа І-ІІІ ст., вчитель      |
| 12       | Мордюх Надія Олександрівна     | 04.11.2010            | середня | позапартійна           | Носачівська загальноосвітня школа І-ІІІ ст., техпрацівник |
| 13       | Ченчик Олександр Миколайович   | 02.01.2011            | вища    | позапартійний          | Носачівська загальноосвітня школа, вчитель                |
| 14       | Нечипоренко Ольга Петрівна     | 04.11.2010            | вища    | позапартійна           | Носачівська сільська рада., бухгалтер                     |
| 15       | Гайдаш Володимир Ігнатійович   | 04.11.2010            | вища    | позапартійний          | Локомативне депо станції ім. Т. Г. Шевченко, машиніст     |